# 第14屆坎城影展
第14屆坎城影展於1961年5月3日至5月18日在法國坎城節慶宮舉行。 金棕櫚獎由亨利·柯比執導的《長時間缺席》和路易斯·布紐爾執導的《維莉蒂安娜》獲得。 開幕片由勒內·克萊芒執導的《歡樂啊，生命》。
由於法國影評人協會的努力，影展還放映了雪莉·克拉克的處女作《藥頭》。電影的成功使影展在次年創建了國際影評人週。

## 主競賽評審
以下人士被選為長片和短片的評審：
長片
- 讓·季奧諾：作家（評審團主席）
- 謝爾蓋·尤特凱維奇（英语：Sergei Yutkevich）：導演
- 佩德羅·阿門達里斯：演員
- 路易吉·基亞里尼（英语：Luigi Chiarini）：散文家
- 東尼諾‧戴笠‧科利（英语：Tonino Delli Colli）：攝影師
- 克勞德·莫里亞克（英语：Claude Mauriac）：作家，記者
- 埃德沃德·莫利納羅（英语：Édouard Molinaro）：導演
- 讓·包蘭（英语：Jean Paulhan）：作家
- 拉烏爾·普洛金（英语：Raoul Ploquin）：製片人
- 莉露·普華（英语：Liselotte Pulver）：演員
- 佛烈·辛尼曼：導演

短片
- 伊恩·波佩斯庫-戈波（英语：Ion Popescu-Gopo）：導演
- 皮埃爾·普雷維特（英语：Pierre Prévert）：導演
- 尤爾根·希爾特（瑞典语：Jurgen Schildt）：作家
- 讓·維達爾（法语：Jean Vidal）：影評人
- 吉恩·維維耶（Jean Vivie）：CST（法语：Commission supérieure technique de l'image et du son）成員

## 正式競賽長片
以下電影參與角逐金棕櫚獎：
| 中文片名               | 原文片名                           | 導演                       | 製作國            |
| ---------------------- | ---------------------------------- | -------------------------- | ----------------- |
| 《野蠻人》             | Dúvad                              | 佐頓·法布里                | 匈牙利            |
| 《燃燒的歲月》         | Повесть пламенных лет              | 尤利婭·索恩采娃            | 苏联              |
| 《哥薩克人》           | Казаки                             | 瓦西里·馬科洛維奇·普羅寧   | 苏联              |
| 《達克里》             | Darclee                            | 米哈伊·雅各布              | 羅馬尼亞          |
| 《第一個彌撒》         | A Primeira Missa                   | 利馬·巴雷托                | 巴西              |
| 《第十四天》           | Dan četrnaesti                     | 茲德拉夫科·韋利米羅維奇    | 南斯拉夫          |
| 《手提箱女郎》         | La Ragazza con la valigia          | 瓦萊里奧·祖里尼            | 義大利            |
| 《何日君再來》         | Goodbye Again Aimez-vous Brahms?   | 阿納托爾·利特瓦克          | 美国、 法國       |
| 《陷阱之手》           | La Mano en la trampa               | 利奧波多·托雷·尼爾森       | 阿根廷            |
| 《弟弟》               | おとうと                           | 市川崑                     | 日本              |
| 《流氓牧師》           | Hoodlum Priest                     | 爾文·克許納                | 美国              |
| 《我喜歡邁克》         | I Like Mike                        | 彼得·弗萊                  | 加拿大            |
| 《歡樂啊，生命》       | Che gioia vivere                   | 勒內·克萊芒                | 法國              |
| 《大法官》             | Domaren                            | 阿爾夫·斯約堡              | 瑞典              |
| 《刀》                 | Het Mes                            | 馮斯·拉德梅克斯            | 荷蘭              |
| 《最後的見證者》       | Der Letzte Zeuge                   | 沃爾福岡·施多德            | 西德              |
| 《長時間缺席》         | Une aussi longue absence           | 亨利·柯比                  | 法國              |
| 《維阿恰農莊》         | La viaccia                         | 莫洛・鮑羅尼尼             | 義大利            |
| 《馬達蓮娜》           | Μανταλένα                          | 迪諾斯·迪莫普洛斯          | 希腊              |
| 《傷痕》               | The Mark                           | 蓋伊·格林                  | 美国              |
| 《天使的母親瓊》       | Matka Joanna od aniolów            | 傑茲·卡汶勒洛維茲          | 波蘭              |
| 《激情的惡魔》         | Line                               | 尼爾斯·賴因哈特·克里斯滕森 | 挪威              |
| 《正南方》             | Plein sud                          | 加斯頓·德·格拉什           | 比利时            |
| 《陽光下的葡萄乾》     | A Raisin in the Sun                | 丹尼爾·皮特里              | 美国              |
| 《天堂在上，汙泥在下》 | Le Ciel et la boue                 | 皮爾·多米尼克·蓋索         | 法國              |
| 《關於灰鴿子的歌》     | Piesen o sivém holubovi            | 史坦尼斯拉夫・帕瑞斯       | 捷克斯洛伐克      |
| 《中鋒在黎明前死去》   | El Centroforward murió al amanecer | 雷納·穆希卡                | 阿根廷            |
| 《烽火母女淚》         | La Ciociara                        | 維多里奧·狄西嘉            | 義大利            |
| 《維莉蒂安娜》         | Viridiana                          | 路易斯·布紐爾              | 西班牙、 墨西哥   |
| 《黃貂魚》             | Il Relitto                         | 麥可·卡柯揚尼斯            | 義大利、 賽普勒斯 |

## 非競賽片
| 中文片名     | 原文片名 | 導演          | 製作國 |
| ------------ | -------- | ------------- | ------ |
| 《出埃及記》 | Exodus   | 奥托·普雷明格 | 美国   |

## 正式競賽短片
以下電影參與角逐短片金棕櫚獎:
| 中文片名                         | 原文片名                                                | 導演                                             | 製作國         |
| -------------------------------- | ------------------------------------------------------- | ------------------------------------------------ | -------------- |
| 《艾查》                         | Aicha                                                   | 諾爾丁·梅赫里（Noureddine Mechri） 弗朗西斯·瓦林 | 突尼西亞       |
| 《釣魚天堂阿根廷》               | Argentina paraiso de la pesca                           | 安東尼奧·貝爾·西亞尼                             | 阿根廷         |
| 《李香芬的藝術》                 | 《李香芬的藝術》                                        | 亨利·T·C·王（Henry T.C. Wang）                   | 中国           |
| 《保加利亞民歌和舞蹈團》         | Български ансамбъл за народни песни и танци             | 拉達·博亞季耶娃                                  | 保加利亚       |
| 《一隻黑貓》                     | The Black Cat                                           | 羅伯特·布雷弗曼（Robert Braverman）              | 美国           |
| 《乳牛牧場》                     | Cattle Ranch                                            | 蓋伊·L·考特                                      | 法國           |
| 《太陽之子》                     | Children of the Sun                                     | 約翰·哈伯利 費絲·哈伯利                          | 美国、國際組織 |
| 《女人的創造》                   | The Creation of Woman                                   | 查爾斯·F·施威普                                  | 印度           |
| 《居魯士二世》                   | Cyrus le grand                                          | 費瑞·法薩內                                      | 伊朗、 法國    |
| 《自己動手做的卡通成品》         | The Do-It-Yourself Cartoon Kit                          | 鮑伯·加德弗瑞                                    | 英国           |
| 《狗巴博斯和不尋常的十字架》     | Пёс Барбос и необычный кросс                            | 列昂尼德·蓋代                                    | 苏联           |
| 《左手和人類良知的幻想》         | Fantazie pro levou ruku a lidske svedomi                | 帕維爾·霍布爾                                    | 捷克斯洛伐克   |
| 《1960年巴勒贝克节》             | Le Festival de Baalbeck 1960                            | 大衛·麥當勞（David McDonald）                    | 黎巴嫩         |
| 《民光學校》                     | Folkwangschulen                                         | 赫伯特·維斯利                                    | 西德           |
| 《法羅群島》                     | Føroyar                                                 | 約根·魯斯                                        | 丹麦           |
| 《卡斯提亞火災（西班牙的觸感）》 | Fuego en Castilla (Tactilvisión del páramo del espanto) | 何塞·瓦爾·德爾·奧馬爾                            | 西班牙         |
| 《星期四：步行》                 | Giovedì: passeggiata                                    | 文森佐·加姆納                                    | 義大利         |
| 《命運之城》                     | Город большой судьбы                                    | 伊利亞·科帕林                                    | 苏联           |
| 《橋本之家》                     | House of Hashimoto                                      | 康尼·拉辛斯基                                    | 美国           |
| 《藝術家茲拉秋·保亞切夫》        | Художникъат Златоу Бояджиев                             | 伊凡·波波夫（Ivan Popov）                        | 保加利亚       |
| 《康格拉和庫魯》                 | Kangra et kulu                                          | N·S·塔帕（N.S. Thapa）                           | 印度           |
| 《在泊位上》                     | Na vez                                                  | 布蘭科·卡拉契奇（Branko Kalačić）                | 南斯拉夫       |
| 《霧氣瀰漫的路段》               | Nebbia                                                  | 拉斐爾·安德里亞西                                | 義大利         |
| 《保羅·瓦勒里》                  | Paul Valéry                                             | 羅傑·倫哈特                                      | 法國           |
| 《戰鬥》                         | Párbaj                                                  | 久洛·邁克斯卡西                                  | 匈牙利         |
| 《小湯匙》                       | La Petite Cuillère                                      | 卡洛斯·維拉德博                                  | 法國           |
| 《羅伯特·佛洛斯特》              | Robert Frost                                            | 西德尼·J·史蒂伯（Sidney J. Stiber）              | 美国           |
| 《來自瑞典的紀念品》             | Souvenirs fra Sverige                                   | 賀寧·卡爾森                                      | 丹麦、 瑞典    |
| 《竹取物語》                     | 竹取物語                                                | 大藤信郎                                         | 日本           |
| 《在寂靜的圈子裡》               | W kręgu ciszy                                           | 耶日·扎爾尼克                                    | 波蘭           |

## 獎項

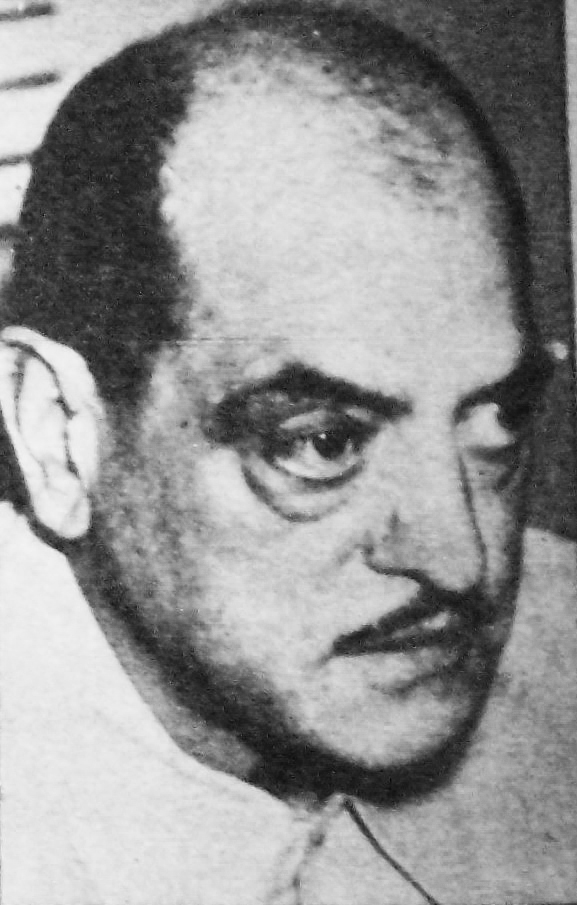
金棕櫚獎獲獎者，路易斯·布紐爾

### 正式競賽獎項
以下電影和演員獲得了1961年的獎項：
長片
- 金棕櫚獎：
  - 《長時間缺席（英语：The Long Absence）》－亨利·柯比
  - 《維莉蒂安娜（英语：Viridiana）》－路易斯·布紐爾
- 評審團獎：《天使的母親瓊（英语：Mother Joan of the Angels）》－傑茲·卡汶勒洛維茲（英语：Jerzy Kawalerowicz）
- 最佳導演獎：尤利婭·索恩采娃－《燃燒的歲月（英语：Chronicle of Flaming Years）》
- 最佳女演员奖：索非娅·罗兰－《烽火母女淚（英语：Two Women）》
- 最佳男演員獎：安東尼·柏金斯－《何日君再來（英语：Goodbye Again (1961 film)）》

短片
- 短片金棕櫚獎：《小湯匙（法语：La Petite Cuillère）》－卡洛斯·維拉德博（法语：Carlos Vilardebó）
- 評審團獎 - 最佳短片：《戰鬥（匈牙利语：Párbaj (rajzfilm)）》－久洛·邁克斯卡西（匈牙利语：Macskássy Gyula）
- 短片技術獎 - 特別提名：《民光學校》－赫伯特·維斯利（英语：Herbert Vesely）

### 獨立競賽獎項
費比西獎：
- 《陷阱之手（英语：The Hand in the Trap）》－利奧波多·托雷·尼爾森（英语：Leopoldo Torre Nilsson）

OCIC獎：
- 《流氓牧師（英语：Hoodlum Priest (film)）》－爾文·克許納

瓦肯獎－長片特別提名：
- 《弟弟》－市川崑
- 《燃燒的歲月（英语：Chronicle of Flaming Years）》－尤利婭·索恩采娃

其它獎項
- 賈利·古柏獎（Gary Cooper Award）：《陽光下的葡萄乾（英语：A Raisin in the Sun (1961 film)）》－丹尼爾·皮特里

## 其他媒體
- Institut National de l'Audiovisuel: Opening of the 1961 festival （页面存档备份，存于） (法文)
- INA: Eventful climbing of the steps at the 1961 Cannes Festival （页面存档备份，存于） (法文)
- INA: Sidney Poitier on the question of race (1961) （页面存档备份，存于） (法文)

## 外部連結
- 1961 Cannes Film Festival (web.archive)
- Official website Retrospective 1961 的存檔，存档日期2018-02-26.
- Cannes Film Festival:1961 的存檔，存档日期2010-03-08. at Internet Movie Database